# Tangaroa (ekspedition)
Tangaroa er en tømmerflåde, bygget af balsatræ i 2006 efter samme grundlæggende model som flåden Kon-Tiki blev konstrueret efter i 1947, hvor Thor Heyerdahl gennemførte Kon-Tiki ekspeditionen og sejlede sin flåde mere end 7.000 km i løbet af 101 dage.
Flåden havde navn efter maoriernes havgud Tangaroa.
Tangaroa var tilføjet nogle navigationsmæssige forbedringer i forhold til Kon-Tiki. Sejlet kunne drejes, og der var indført et system med flere sænkekøler eller sænkeror. Flåden og ekspeditionen var først og fremmest ment som en hyldest til Thor Heyerdahl og hans Kon-Tiki-ekspedition, og blandt besætningsmedlemmerne var også Olav Heyerdahl, Thor Heyerdahls barnebarn. Derudover var formålet at bedømme de nye navigationsmæssige forbedringer, som gjorde det muligt at sejle højere op mod vinden, og dermed forhåbentlig sejle både længere og hurtigere. Disse formodninger viste sig at holde stik, og Tangaroa fuldførte ekspeditionens første del fra Peru til atollen Raroia på blot 70 dage og dermed hele 31 dage hurtigere end Kon-Tiki.
Ekspeditionen startede ligesom Kon-Tiki ekspeditionen i havnebyen Callao uden for Lima i Peru den 28. april 2006. Udover målet med at nå hurtigere frem end Kon-Tiki, var det også formålet at manøvrere flåden uskadt forbi skær og koraløer og dermed sejle længere end Kon-Tiki nåede. Også dette lykkedes, og selvom en frisk kuling i første omgang førte flåden forbi havneindsejlingen til Raiatea i Polynesien, så lykkedes det at manøvrere flåden ind i havnen om eftermiddagen 24. juli 2006, hvor besætningen gik i land. Herfra blev flåden slæbt til Tahiti, hvorfra den senere blev sejlet til Norge, hvor den i dag ligger opankret ud for Dampskipskajen i Stavern nær Larvik i Norge.

## Eksterne links
- Tæt på Tangaroa – Artikler og reportager om Tangaroa fra norsk TV2 Arkiveret 11. september 2007 hos  Wayback Machine